# Chez moi (album, 1974)
Pour les articles homonymes, voir Chez moi (homonymie).
Albums de Serge Lama
Je suis malade
(1973) Serge Lama à l'Olympia
(1974)
Chez moi est un album studio de Serge Lama sorti chez Philips en 1974.

## Titres
L'ensemble des textes est de Serge Lama, sauf indications contraires.
| 1.  | Chez moi                 |                           | Alice Dona                    | 3:45 |
| 2.  | L'esclave                |                           | Yves Gilbert                  | 2:50 |
| 3.  | Boire un petit coup      |                           | Yves Gilbert                  | 2:40 |
| 4.  | Star                     |                           | Alice Dona                    | 3:15 |
| 5.  | La braconne              | Eddy Marouani, Serge Lama | Alice Dona                    | 3:30 |
| 6.  | Mes frères               |                           | Serge Lama, Jean-Claude Petit | 2:20 |
| 7.  | Le laveur de carreaux    |                           | Serge Lama, Jean-Claude Petit | 3:30 |
| 8.  | Ah !                     |                           | Serge Lama, Jean-Claude Petit | 3:05 |
| 9.  | La salle de bain         |                           | Alice Dona                    | 2:35 |
| 10. | Tous les auf wiedersehen |                           | Alice Dona                    | 2:55 |
| 11. | Le secrétaire            |                           | Alice Dona                    | 3:05 |
| 12. | Toute blanche            |                           | Alice Dona                    | 4:10 |